# カイロ・ライト・レール・トランジット
カイロ・ライト・レール・トランジット（英語: Cairo Light Rail Transit、アラビア語: القطار الكهربائي الخفيف）は、エジプトの都市高速鉄道。首都であるカイロ東部に建設中の新首都（新行政首都）とカイロを含む周辺都市を結ぶ路線で、2022年に最初の路線が営業運転を開始した。

## 概要
カイロ東部の新行政首都を中心に、首都・カイロやラマダン10日市、バドル市、オブール市、エル・ショルーク市といった、カイロ都市圏を構成する都市や地区を結ぶ鉄道路線。2017年8月にエジプトのトンネル公社と中国の中国鉄路工程総公司、AVICインターナショナルのコンソーシアムの間で12億4,000万米ドル分のプロジェクトに関する契約が交わされ、合計35社のエジプトや中国の企業が参加した。運営権については2021年3月にフランスのRATPデヴが15年分の契約を交わしている。
第一段階と位置付けられた全長70 km・12駅の区間はカイロ東部の交通拠点でカイロ地下鉄3号線と接続するアドリー・マンスール駅と新行政首都を結んでおり、2022年7月3日に出発式が行われた。以降も延伸工事が進められており、最終的には全長104.5 km、19駅を有する路線網となる予定である他、新行政首都方面の路線については更なる延伸が検討されている。

## 路線
カイロ・ライト・レール・トランジットは、バドル（Badr）で分岐する支線を含めた以下の路線が存在、もしくは計画されている。全駅に駐車場が完備され、利便性が図られている。

### 新行政首都方面
| 電停名                                     | 開通年月  | 接続交通機関   | 備考・参考 |
| ------------------------------------------ | --------- | -------------- | ---------- |
| Adly Mansour عدلى منصور                    | 2022年7月 | 地下鉄         |            |
| El-Obour العبور.                           | 2022年7月 |                |            |
| Future المستقبل                            | 2022年7月 |                |            |
| El-Shorouk الشروق                          | 2022年7月 |                |            |
| New Heliopolis هليوبوليس الجديدة           | 2022年7月 |                |            |
| Badr بدر                                   | 2022年7月 |                |            |
| El-Robaiky الروبيكي                        | 2022年7月 |                |            |
| Hadayek al-Assema حدائق العاصمة «بدر       | 2022年7月 |                |            |
| Capital Airport العاصمة الإدارية           | 2022年7月 |                |            |
| Arts and Culture City العاصمة الإدارية     | 2022年7月 |                |            |
| Nativity Cathedral العاصمة الإدارية        | 未定      |                |            |
| Octagon العاصمة الإدارية                   | 未定      |                |            |
| International Sports City العاصمة الإدارية | 未定      |                |            |
| Central Capital العاصمة الإدارية           | 未定      | 高速鉄道(予定) |            |

### ラマダン10日市方面
| 電停名                           | 開通年月  | 接続交通機関 | 備考・参考 |
| -------------------------------- | --------- | ------------ | ---------- |
| Badr بدر                         | 2022年7月 |              |            |
| Industrial Park المنطقة الصناعية | 2022年7月 |              |            |
| Knowledge City مدينة المعرفة     | 2022年7月 |              |            |
| West of Ramadan محطة غرب العاشر  | 未定      |              |            |
| 10th of Ramadan العاشر من رمضان  | 未定      |              |            |
| Ramadan City Center مركز المدينة | 未定      |              |            |

## 車両
カイロ・ライト・レール・トランジットで使用されている車両は、中国中車青島四方機車車輛股份有限公司製の電車で、開通に合わせて132両（6両編成22本）の導入が行われている。最高速度は120 km/hで、車体や機器は強風や砂への対策が講じられており、定員数は2,222人である。また、中国中車は車両製造に合わせて12年間の保守契約も結んでいる。